# 吳沙故居
吳沙故居，是位於臺灣宜蘭縣礁溪鄉的一棟建築，是漢人成功進入蘭陽平原之先驅，有「開蘭第一人」之稱的吳沙所居住的宅第，現為宜蘭縣歷史建築。

## 歷史

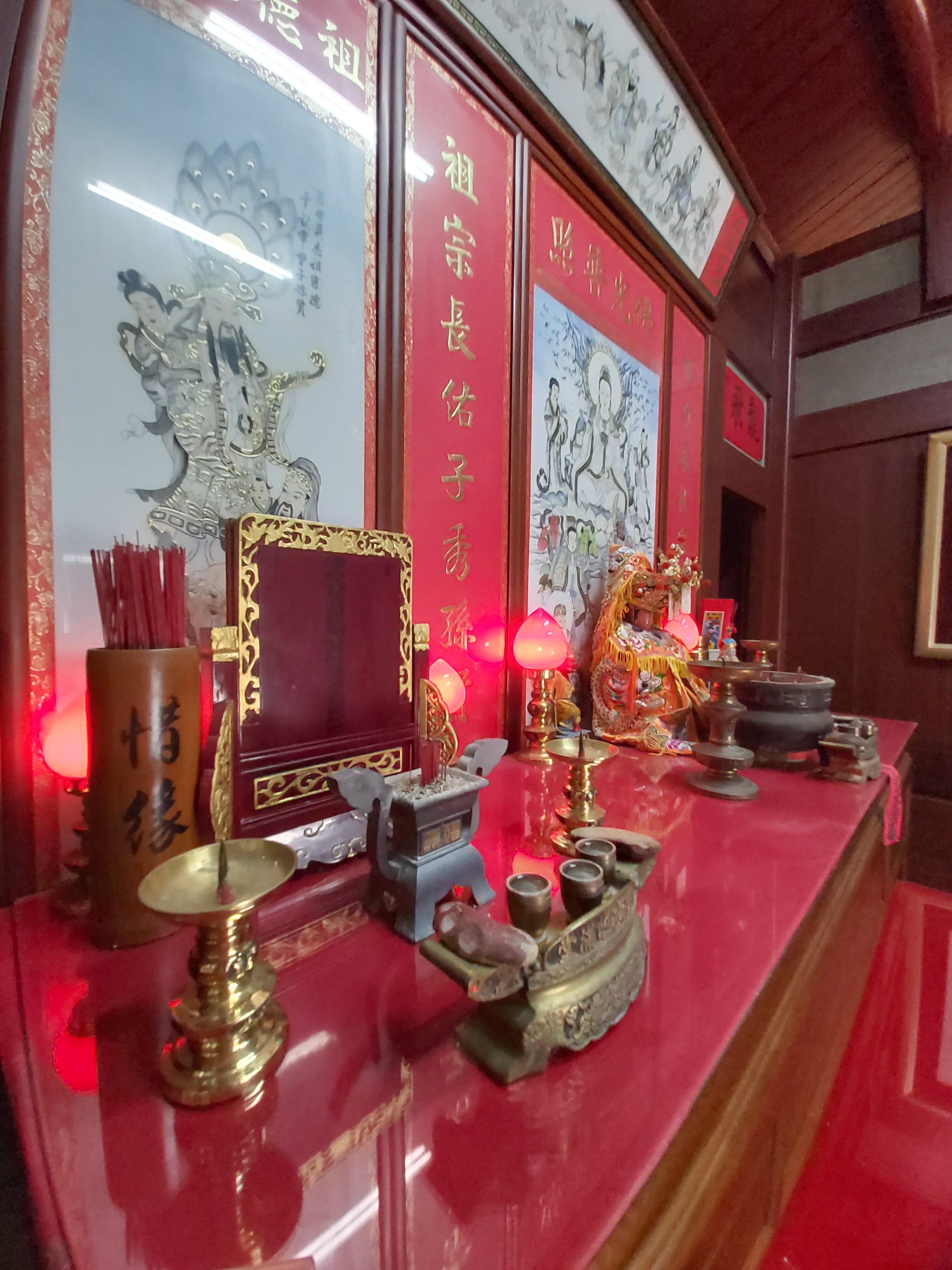
吳沙故居公廳

噶瑪蘭僻處台灣山後，草萊未闢，平原上定居著一群樂天知命的噶瑪蘭人。嘉慶元年（1796）漳人吳沙率漳、泉、粵三籍流民入墾頭城，初始與番數闘，但皆未成功。後番社流行「痘」，吳沙出方施藥，治癒社番甚眾，番人感恩，同意分地付墾，埋石設誓互不侵擾，遂漢人順利進入蘭地拓墾，頭圍成為第一個據點，而台灣北部與大陸內地流民聞風踵至，吳沙獲墾單後乃發出私單招佃，並訂立鄉約、徵租穀、闢道路、設隘寮，奠定了蘭陽開發的穩固基礎，也被後人尊稱為開蘭第一人。
嘉慶3年（1798年），吳沙過世，吳沙夫人繼承丈夫遺志、帶領吳光裔、吳化三人繼續共同領導開發，至五圍（今宜蘭市一帶）。後吳沙後裔選擇四圍落居。
吳沙聚落初建周圍重滿竹圍，內建造和院民居，日治時期殃遭日人搜索緝討，其故居的正身及公廳在當時被燒毀，只留下左右護龍；民國8年左右吳沙後代在原址右方重建一間公厝。民國90年進行修護。
2001年，明間、左右小港間全面抽換屋頂之桁木、屋面、重作屋頂；明間神龕神龕屏、左右隔間木構件更換鐵木及重新油漆；地面鋪水泥砂漿、內牆面重新粉刷、正廳及護龍正立面外牆台度重貼石材裝修、牆面斗仔砌磚整修等。民國93年，正式登錄為歷史建築。目前有典藏品展出並開放參觀。由吳光裔公祭祀公業負責管理。

## 建築設計

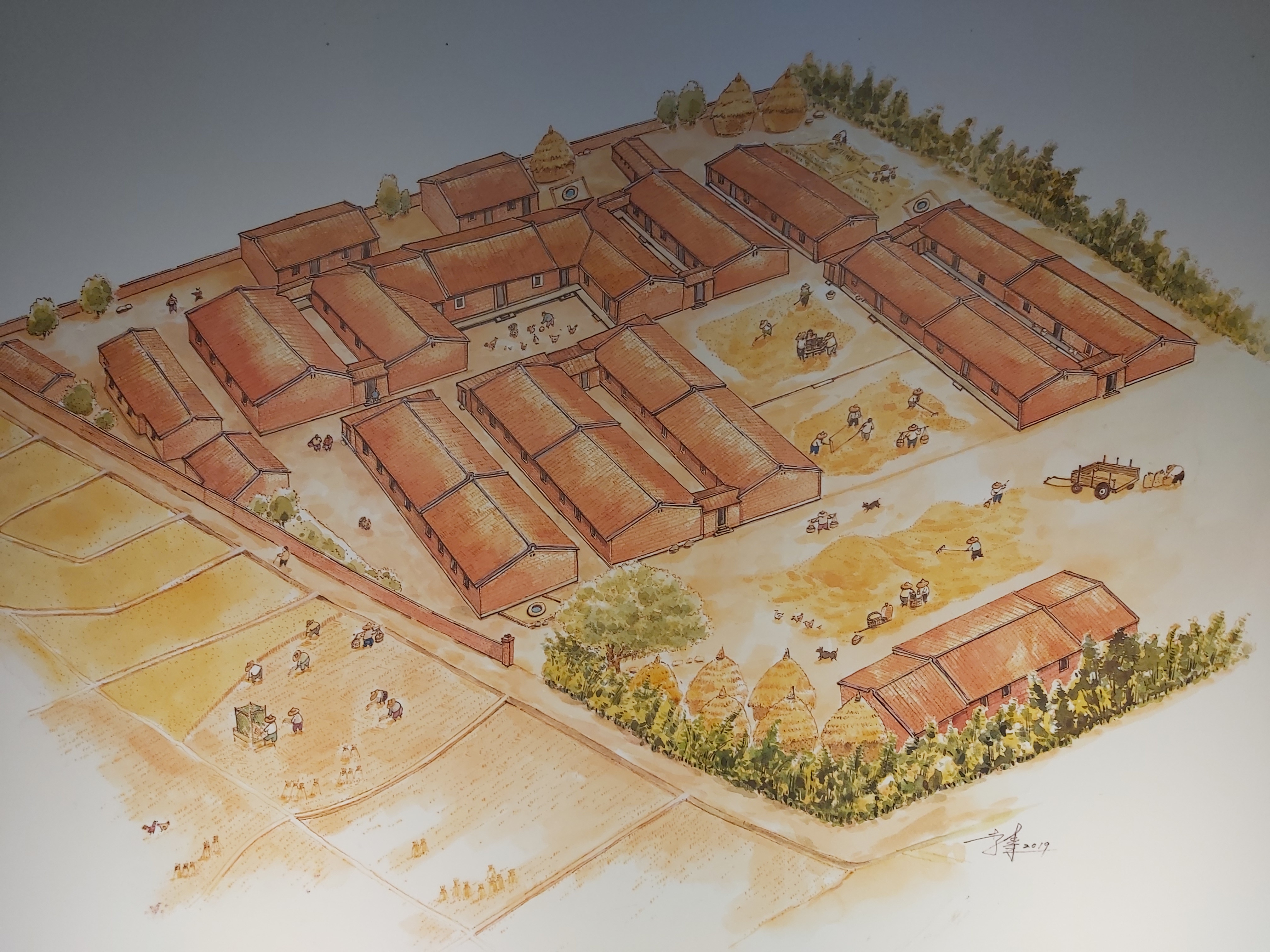
吳沙故居原貌

開蘭吳宅公廳坐落礁溪鄉四城開蘭路南側之姓吳底聚落內，建築坐向坐南朝北。其格局為傳統三合院三合院建築，正身面寬三間，左右護龍面寬三間；建築坐落於高約三階台基之上。正面階梯之上為檐口廊，立面牆採土角磚外側斗仔砌磚裝修。正身三處、左右護龍各一處，採雙扇木板門；室內正身明間左右側採穿斗木構隔間、其他左右室內空間採清水磚牆隔斷。
於正廳內供奉吳沙畫像，兩旁並有對聯「真成拓土無雙士，正是開蘭第一人」。 
在空間配置上，整座公廳的空間及其配置可分為前檐廊空間、正身明（中港）間神明廳、左右次（小港）間、左右稍間、左右邊間，共區分為七個空間；合院左右側之護龍內可區分為三個空間。建築正身明間左右木棟架採穿斗式構造之作法，在木構造的落柱上使用木柱，於正立面檐口出斗栱。正面、左右二側山牆及背面牆身皆為土角磚砌牆身，外牆面以斗仔磚裝修。